# متنزه حكومي
متنزه حكومي أو متنزه ولائي هو متنزه أو منطقة محمية أخرى تدار على المستوى دون الوطني داخل تلك الدول التي تستخدم «الولاية» تقسيمًا سياسيًا. عادة ما يتم إنشاء المتنزهات الولائية من قبل الدولة للحفاظ على موقع ما بسبب جماله الطبيعي أو اهميته التاريخية أو إمكاناته الترفيهية. توجد المتنزهات الحكومية تحت إدارة حكومة كل ولاية أمريكية، وبعض الولايات المكسيكية، وفي البرازيل. يستخدم المصطلح أيضًا في ولايتي فيكتوريا ونيو ساوث ويلز الأسترالية. المصطلح المعادل المستخدم في كندا والأرجنتين وجنوب إفريقيا وبلجيكا هو متنزه إقليمي. توجد أنظمة مماثلة من الحدائق التي تحتفظ بها الحكومة المحلية في بلدان أخرى، لكن المصطلحات تختلف.
وبالتالي، فإن المتنزهات الحكومبة تشبه المتنزهات الوطنية، ولكن تحت إدارة الولاية بدلاً من الإدارة الفيدرالية. وبالمثل، قد تحتفظ الكيانات الحكومية المحلية تحت مستوى الولاية بالمتنزهات، مثل الحدائق الإقليمية أو متنزهات المقاطعات. بشكل عام، تعد المتنزهات الولائية أصغر من المتنزهات الوطنية، مع استثناءات قليلة مثل متنزه آديرونداك [الإنجليزية] في نيويورك، ومتنزه أنزا بوريغو ديزرت [الإنجليزية] الحكومي في كاليفورنيا، ومتنزه وود تيكجيك ‏ في ألاسكا، أكبر متنزه حكومي في الولايات المتحدة.

## معرض الصور

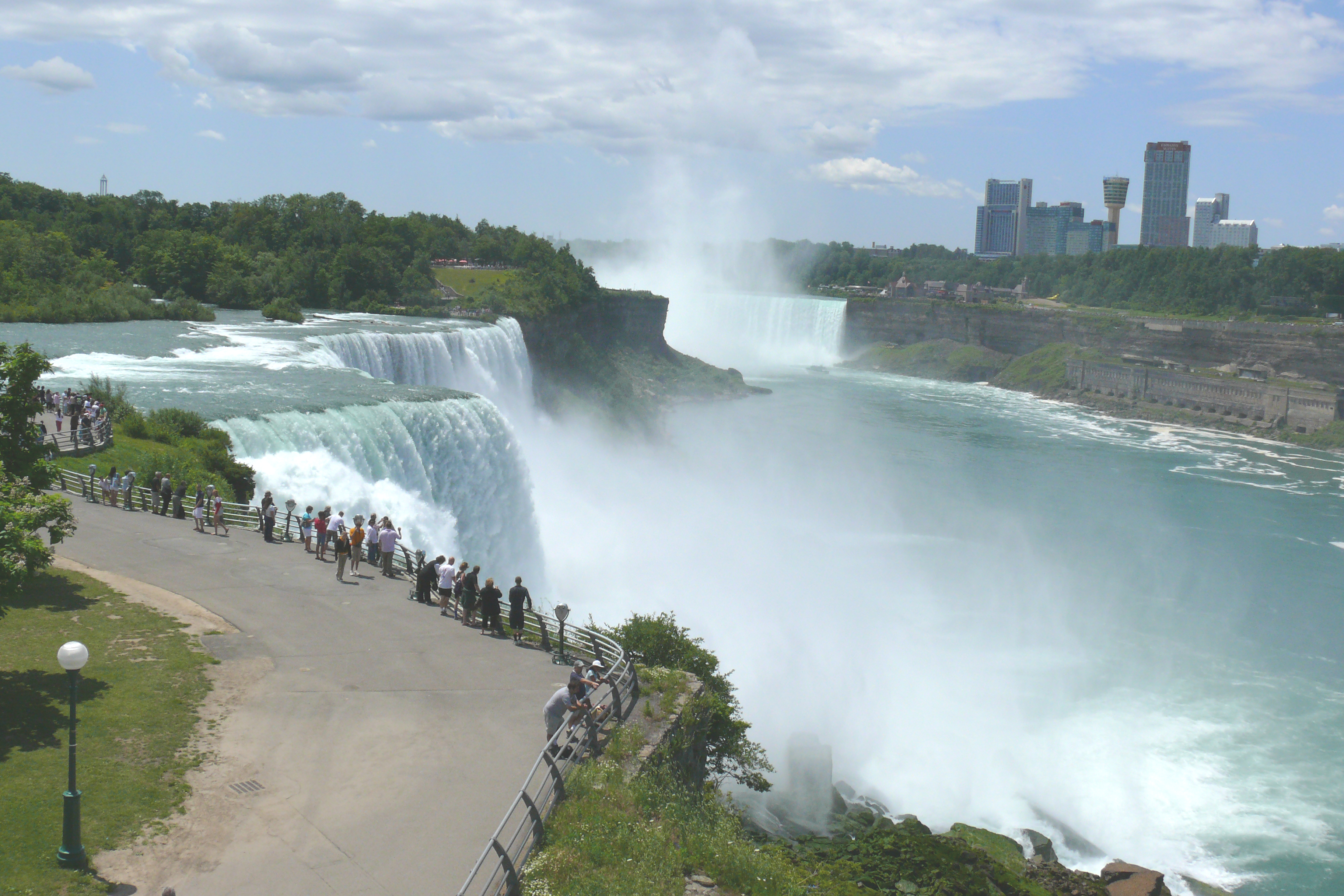
منتزه شلالات نياجرا الحكومي، New York، الولايات المتحدة
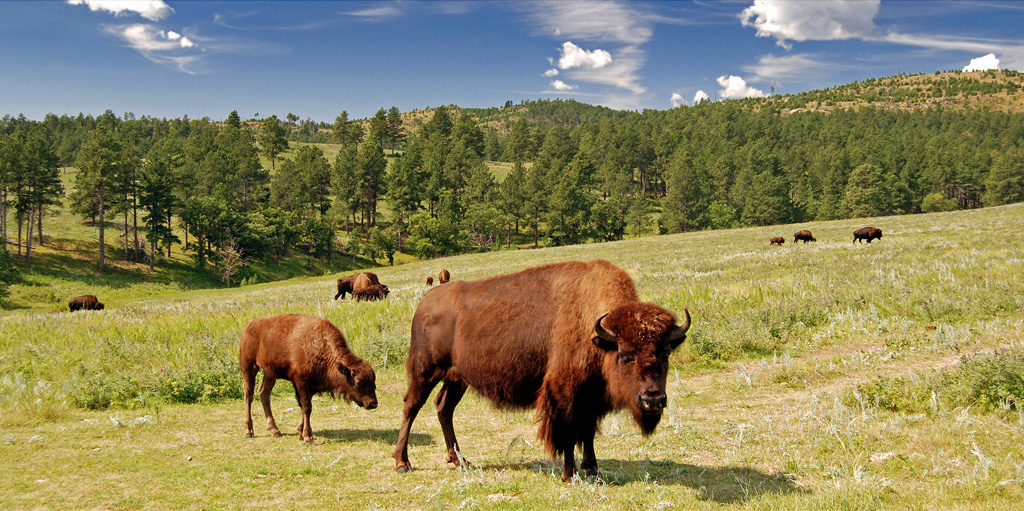
بيسون أمريكي في Custer State Park، داكوتا الجنوبية، الولايات المتحدة
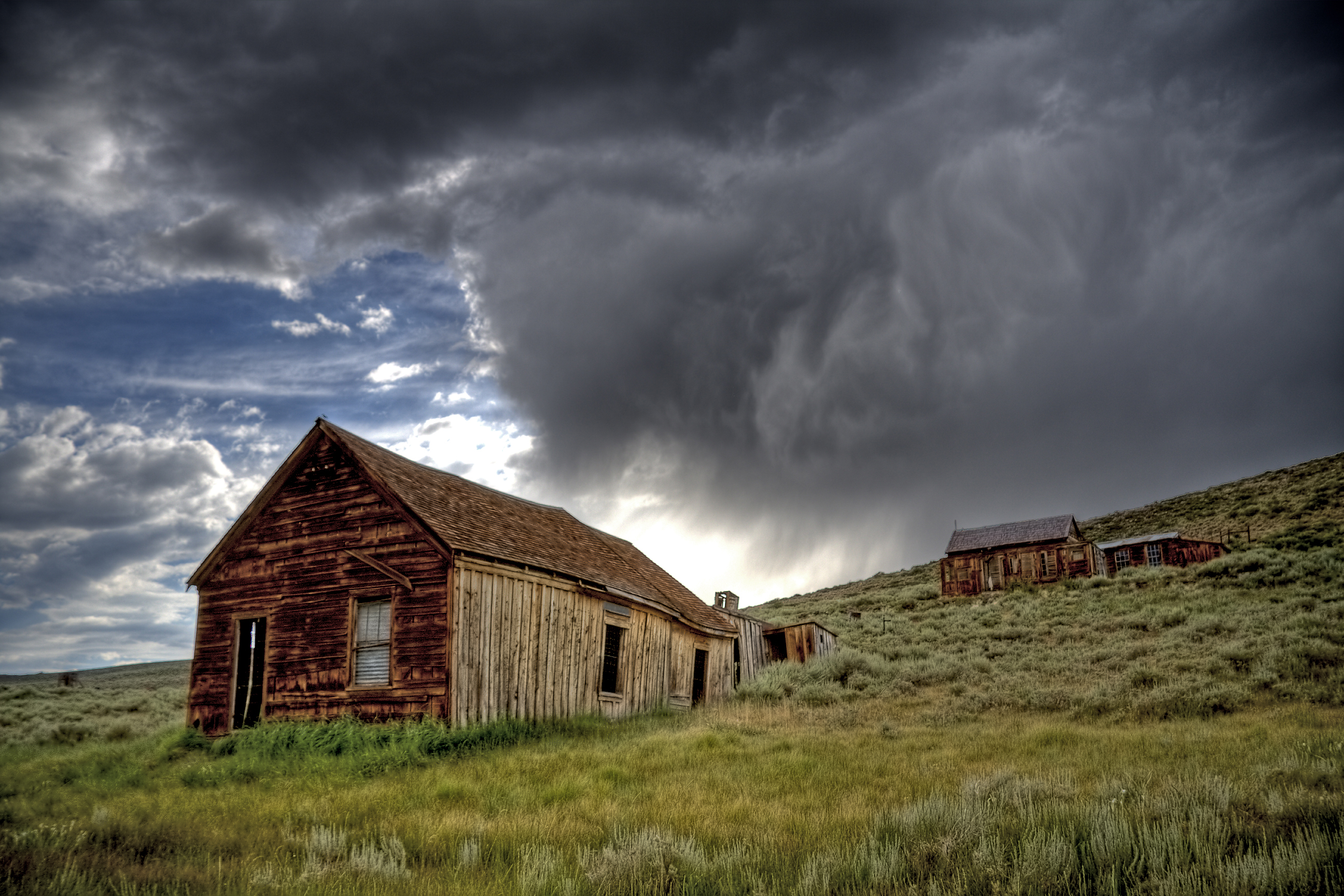
Bodie State Historical Park، كاليفورنيا، الولايات المتحدة
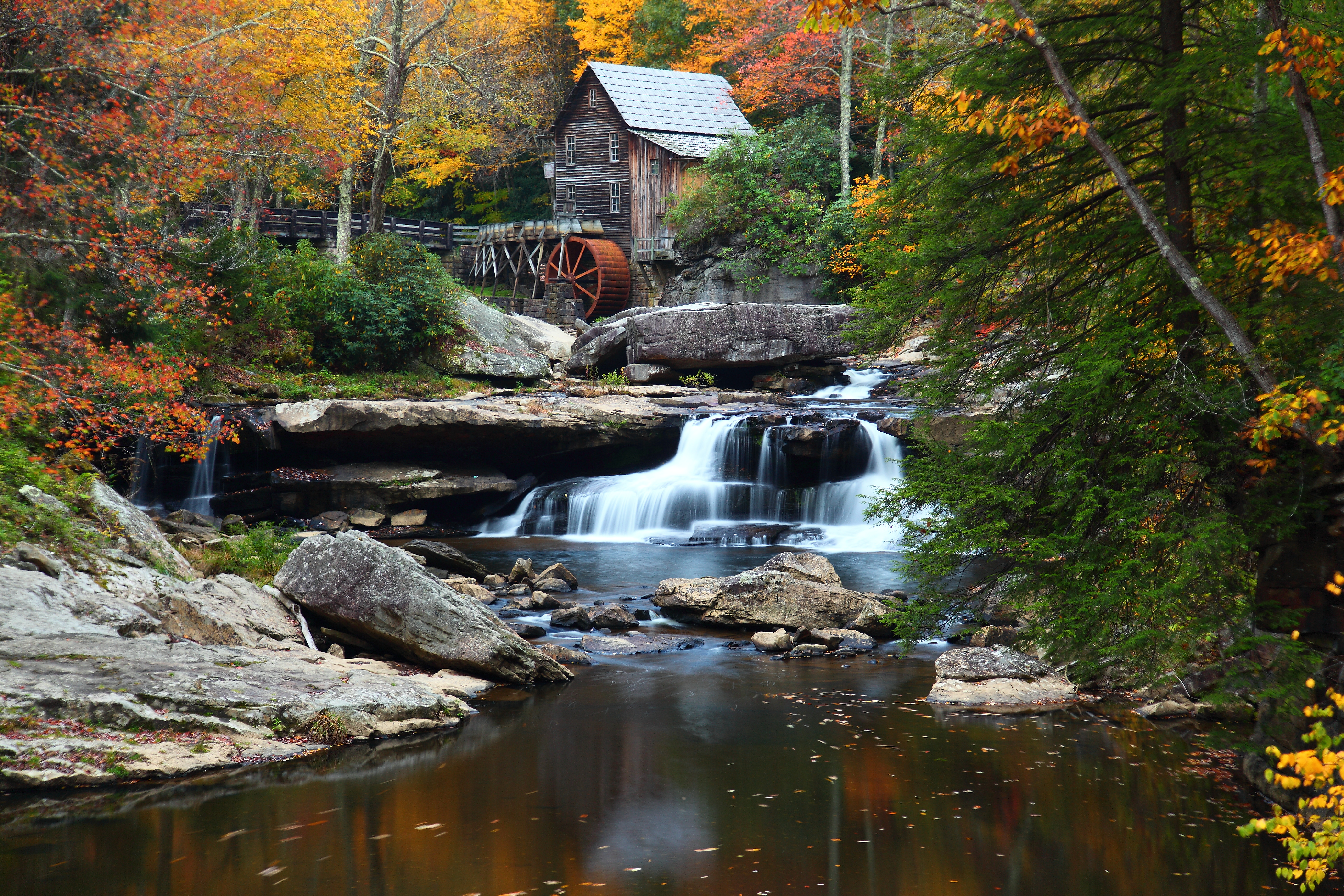
Babcock State Park، فيرجينيا الغربية، الولايات المتحدة
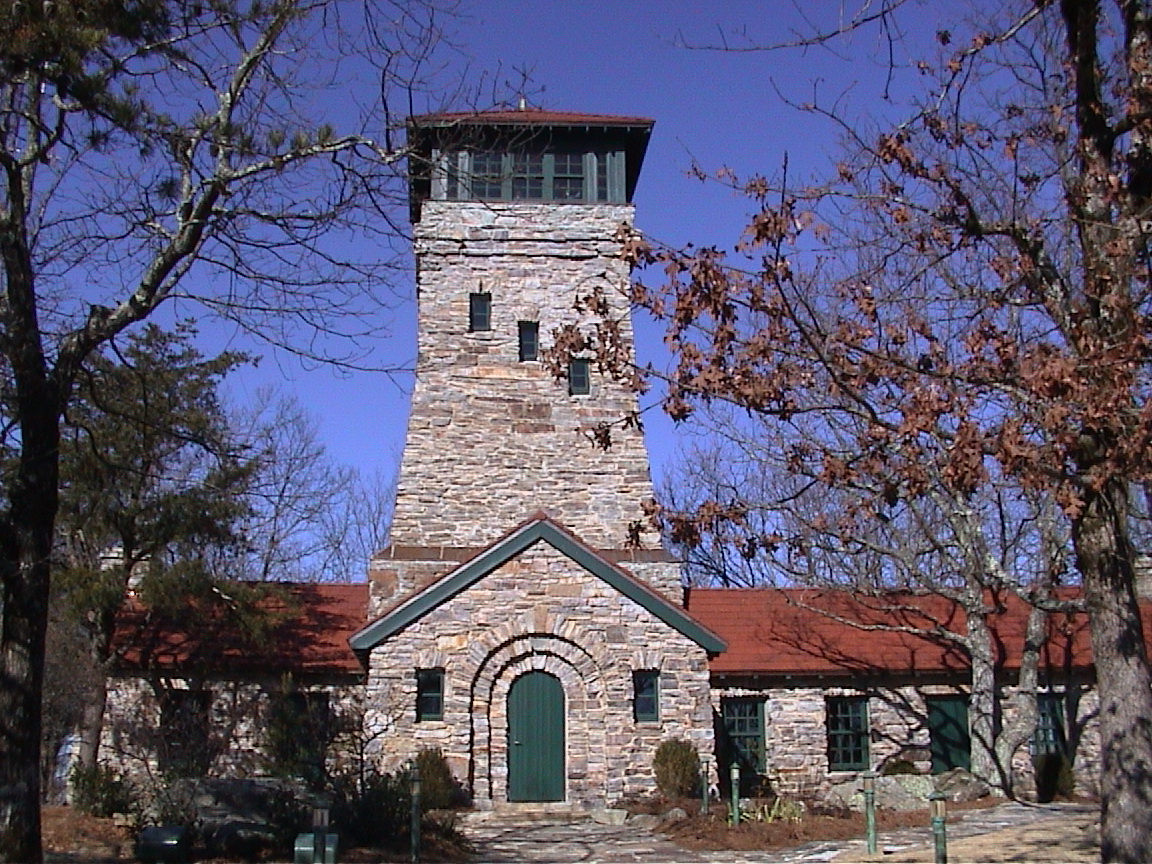
مثال عن الصفقة الجديدة التطورات في المتنزهات الحكومية الأمريكية: Bunker Tower، Cheaha State Park، ألاباما، الولايات المتحدة
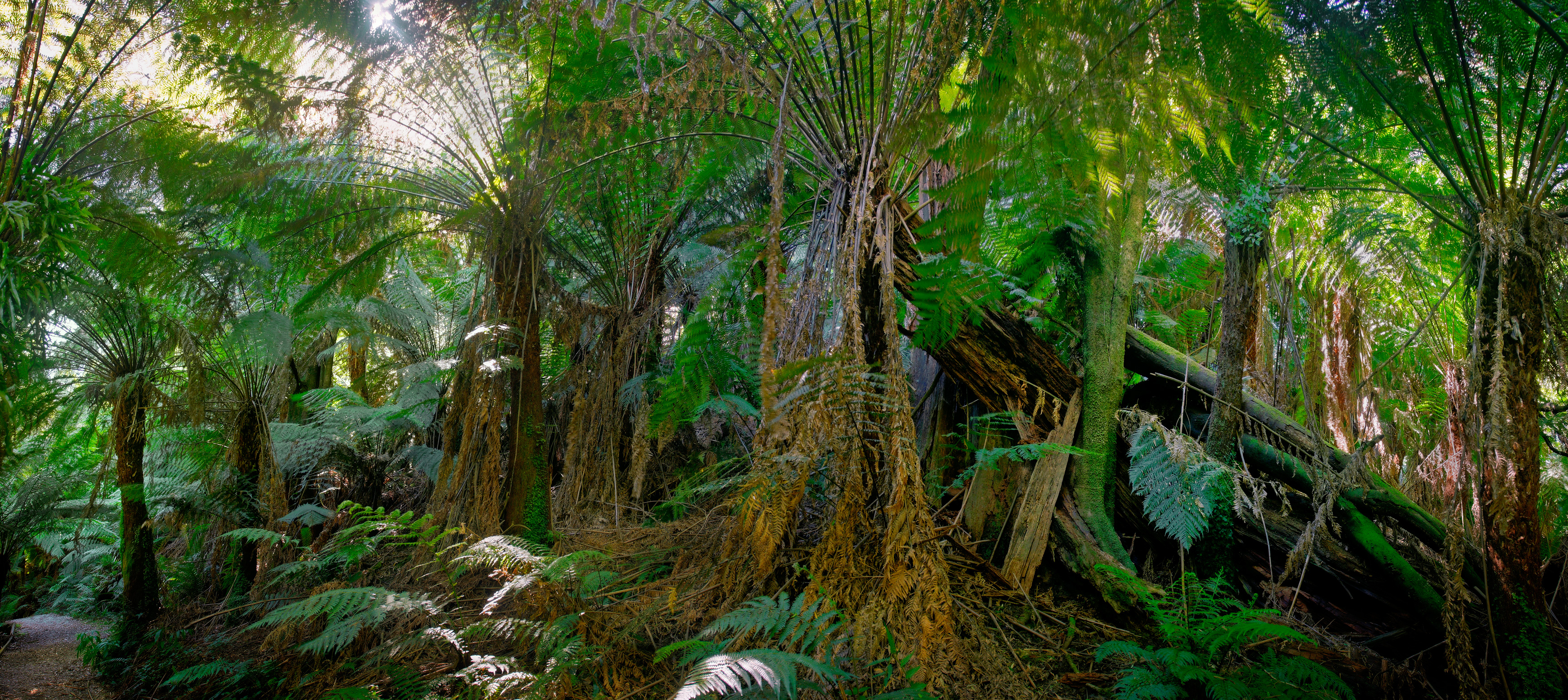
Mount Worth State Park. Victoria, أستراليا

### البرازيل

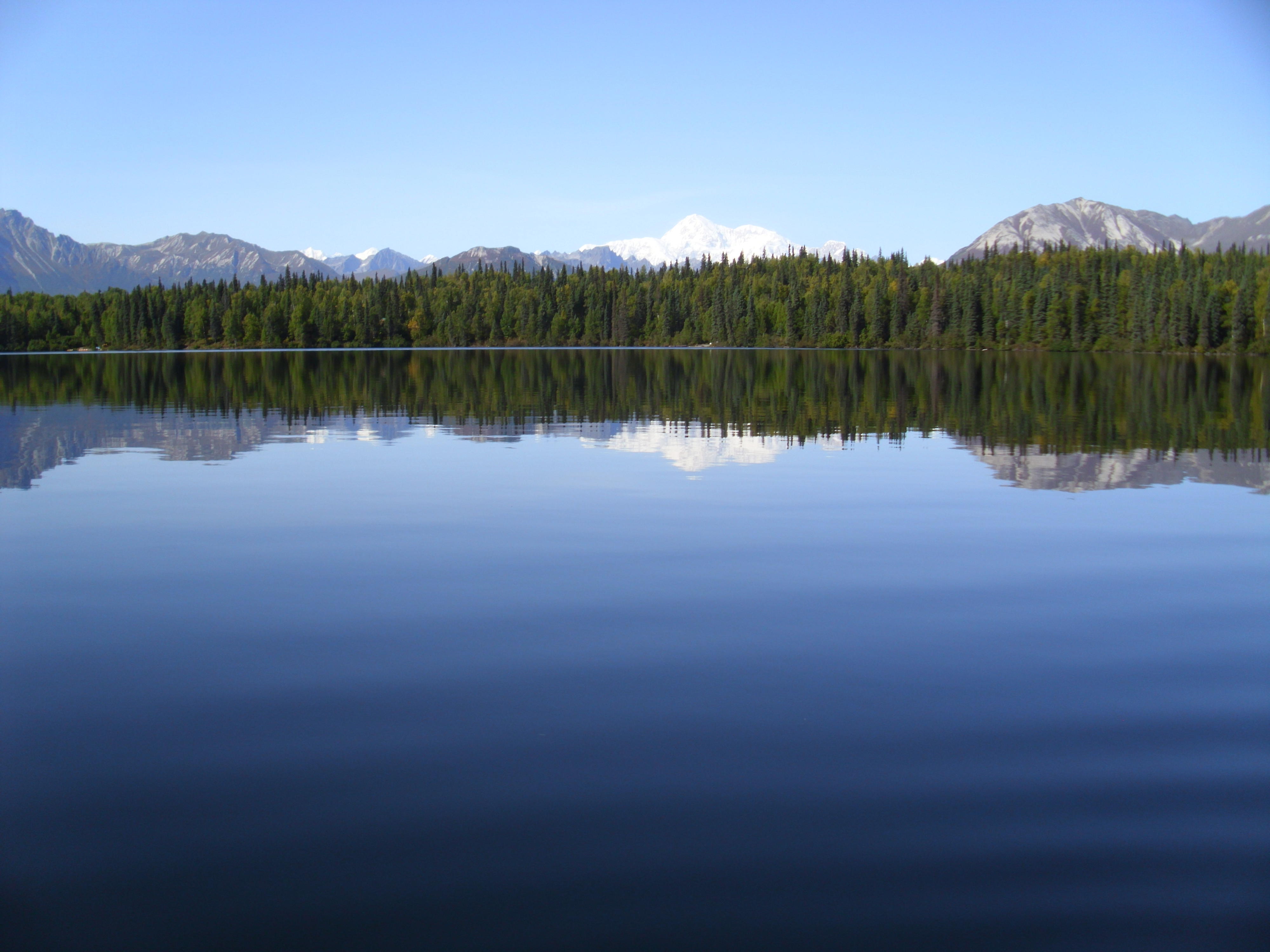
دينالي ستيت بارك، ألاسكا